# Крестовоздвиженский собор (Могилёв)
Свято-Крестовоздви́женский собо́р (ранее Бори́со-Гле́бская це́рковь) — храм, расположенный в городе Могилёве. Кирпичная церковь, называемая иногда Борисо-Глебской, была построена на средства верующих в 1869 году; её закрыли при наступлении советской власти. Вновь открыта с 1941 года и долгое время оставалась единственным действующим храмом в городе. В 1986 году церковь переименовали в Свято-Крестовоздвиженский собор. Храм двупрестольный: главный — в память Воздвижения Животворящего Креста Господня, второй престол — во имя святых Бориса и Глеба. Памятник архитектуры византийского направления ретроспективно-русского стиля (эклектики). Имеет место соединение черт классицизма и московского культового зодчества XVII века.

## История

### Предыстория
Документы XVII века сохранили данные о некоем Борисо-Глебском (Крестовоздвиженском) храме. Считается, что то же название носила деревянная церковь в древности. Акт передачи православным Борисо-Глебского храма, датируемый 1634 годом, уже в то время свидетельствует о нахождении на месте церкви древнего Крестного-Борисо-Глебского православного монастыря. Данный монастырь стал местом размещения первой православной епископской кафедры Иосифа (Бобриковича), первого самостоятельного белорусского епископа. При Борисо-Глебском храме и монастыре постоянно жил и второй епископ белорусский в Могилёве Сильвестр Коссов. Именно здесь в 1637 году был созван им первый Могилевский епархиальный собор; также была основана типография. В 1646 году скончался киевский митрополит Петр Могила и на его место избрали Сильвестра. Не прекращая усилий, он постоянно вел борьбу с униатами, стремясь возвратить захваченный ими православный Спасский монастырь в Могилеве. Благодаря его стараниям и влиянию митрополии, эта древняя святыня в 1650 году была возвращена православным. В нём устроили кафедру и резиденцию православных могилевских епископов с епархиальной консисторией, братством, духовной школой, типографией и богадельней-госпиталем. С того времени в Крестном-Борисо-Глебском монастыре началась тихая, спокойная иноческая жизнь. В период русско-шведской войны в начале XVIII века г. Могилев сильно пострадал от боевых действий и пожаров, сгорел и Крестно-Борисо-Глебский монастырь. После пожара был восстановлен только храм. Главный престол в нём по-прежнему назывался Воздвиженским, а правый придел — Борисо-Глебским.

### Дальнейшая история
Храм возвели в 1869 году из кирпича. Постройка состоялась благодаря пожертвованиям православных жителей Могилёвщины. Согласно «Могилёвским епархиальным ведомостям» (№ 17, 1913 год) 1 августа того же года состоялось награждение псаломщика Крестовоздвиженской церкви Ивана Меньковича за 50-летнее отлично-усердное служение золотой медалью «За усердие» на Александровской ленте от Государя Императора по докладу Священного Синода.
Закрытая с приходом советской власти, церковь вновь стала действующей лишь в 1941 году, после захвата Могилёва, и оставалась ею долгое время, когда остальные храмы города были закрыты. В 1970-е годы протоиереем в храме был Михаил Кузьменко, исследовавший историю Могилёвской епархии от времени её создания до 1917 года.
По указу митрополита Минского и Белорусского Филарета от 1 апреля 1986 года состоялось переименование Свято-Борисо-Глебской церкви в Свято-Крестовоздвиженский собор.
Основной придел главного храма собора — в память Воздвижения Животворящего Креста Господня, второй престол — во имя святых Бориса и Глеба. Это стало причиной того, что сам собор часто в народной молве и литературе называется Борисо-Глебским.
Много лет настоятелем собора был протоиерей Евгений Омеленюк, похороненный в 2013 году за алтарём церкви. Настоятелем является протоиерей Сергий Лобода. Расположен собор в переулке Брюсова, 2.

## Архитектура
По мнению одних исследователей, собор представляет собой памятник архитектуры византийского направления ретроспективно-русского стиля (эклектики). Согласно другим источникам, для архитектурно-стилевой трактовки храма характерно соединение черт классицизма (рустованные пилястры по углам, профилированный карниз основного объёма) и московского культового зодчества XVII века (пятикуполье, килевидные завершения закомар и порталов, очертание наличников окон).
Решение для крестово-купольного храма было найдено в прямоугольном, приближенном в плане к квадрату объёме и трёх округлых (полуциркульных, полуциндрических) апсидах на алтарной стене в северной части, незначительно выступающих из объёма. Завершением покатой четырёхскатной крыши служит пятикуполье. Оно состоит из мощного цилиндрического светового барабана с большим луковичным куполом и угловых «апостольских» куполков той же формы, только масштабно уменьшенных и расположенных на глухих барабанчиках. Главный и боковые фасады имеют карниз, над которым возведены килевидные фронтоны. Как оформление трёх входных порталов и арочных оконных проёмов использованы пластично насыщенные наличники. Украшением фасадов служат ажурные городковые пояса. Благодаря своей белизне пластичный декор, который, по мнению исследователей, насыщает те же фасады и включает в себя угловые рустованные лопатки и карниз с обломами и аркатурным фризом (иногда описание декора включает колонки и стилизованные кокошники), выделен на охристом фоне стен. Целый ряд деталей придаёт неповторимость храмовому образу и свидетельствует об оригинальности его архитектурного замысла, а именно те же угловые рустованные пилястры, сложный антаблемент со слоистым карнизом на сухариках и аркатурным фризом, кокошники, обрамления окон с полуколонками, плоскими сандриками и кокошниками, подзоры на апсидах, зубчатые фризы верхней части барабана большего купола и другие. Кроме того, по мнению исследовательницы Чернявской Т. И., такие элементы, как кокошники, орнаментальный фриз и обрамления оконных проёмов, «напоминают изменённые формы древнерусской архитектуры».
Завершением трёх нефов, на которые расчленён четырьмя мощными пилонами, поддерживающими купол барабана, молитвенный зал храма, служат полукруглые апсиды. Два столба, расположенные при входе, являются несущими для галереи хоров.
Концом XX века датируется возведение при соборе деревянной часовни, представляющей собой центрическое четырёхгранное строение. Здание накрыто двухъярусной шатровой крышей. Завершением срубных граней часовни, в которых прорезаны прямоугольные оконные и дверные проёмы, являются треугольные фронтоны.

## Иконы
В соборе ранее хранился почитаемый список Могилево-Братской иконы Божией Матери, считающийся интересной по иконографии местной интерпретацией западноевропейских сюжетов. На иконе сидящая Богородица, обращённая в левую сторону, обеими руками поддерживает младенца Христа. Христос, стоя на коленях Богоматери, обнимает её левой рукой за шею. Чеканный головной убор, который покрывает голову Богородицы, напоминает платок. Из собора один из списков иконы, отличающийся от классического списка изображением корон над головами Богородицы и дитя Иисуса, был передан в Свято-Никольский монастырь и хранится в Свято-Никольской церкви.

## Комментарии
1. ↑  Иногда указывается такой адрес, как Брюсова, 4. См.: Список приходов Могилевской епархии. Могилёвская епархия. Дата обращения: 31 мая 2015. Архивировано 27 июня 2015 года.
2. ↑  Иногда купол характеризуется как высокий, цилиндрический (Чарняўская Т. I. Барысаглебская царква // Збор помнікаў гісторыі і культуры Беларусі. Магілёўская вобласць. — Минск: БелСЭ, 1986. — С. 52—53. — 408 с. — 5500 экз.) и массивный (Чарняўская Т. I. Архітэктура Магілёва. З гісторыі планіўрокі і забудовы горада. — Минск: Навука і тэхніка, 1973. — С. 56.)
3. ↑  Иногда указывается, что завершением главного фасада служат лучковый (в центре) и треугольные (по бокам) фронтоны. См.: Борисоглебские церкви // Могилёв: Энцикл. словарь / Редкол. И. П. Шамякин (гл. ред.) и др.. — Минск: БелСЭ, 1990. — С. 103. — 472 с. — ISBN 5-85700-028-9.; Чарняўская Т. I. Барысаглебская царква // Збор помнікаў гісторыі і культуры Беларусі. Магілёўская вобласць. — Минск: БелСЭ, 1986. — С. 52—53. — 408 с. — 5500 экз.
4. ↑  Иногда указываются как крестовые в плане столпы. См.: Борисоглебские церкви // Могилёв: Энцикл. словарь / Редкол. И. П. Шамякин (гл. ред.) и др.. — Минск: БелСЭ, 1990. — С. 103. — 472 с. — ISBN 5-85700-028-9.; Чарняўская Т. I. Барысаглебская царква // Збор помнікаў гісторыі і культуры Беларусі. Магілёўская вобласць. — Минск: БелСЭ, 1986. — С. 52—53. — 408 с. — 5500 экз.

### На русском языке
- Борисенко Н. С. Могилевщина — мой любимый Приднепровский край: сборник экскурсий. Ч. 1—2. — Могилёв: Могилевская областная укрупненная типография имени Спиридона Соболя, 2007. — С. 662—665. — 831 с. — ISBN 978-985-6848-05-9.
- Борисоглебские церкви // Могилёв: Энцикл. словарь / Редкол. И. П. Шамякин (гл. ред.) и др.. — Минск: БелСЭ, 1990. — С. 102. — 472 с. — ISBN 5-85700-028-9.

### На белорусском языке
- Кулагін А. М. Праваслаўныя храмы Беларусі : энцыклапедычны даведнік. — Минск: БелЭн, 2007. — С. 244—245. — ISBN 978-985-11-0389-4.
- Кулагін А. М. Праваслаўныя храмы на Беларусі : энцыклапедычны даведнік. — Минск: БелЭн, 2001. — С. 121. — 328 с. — ISBN 985-11-0190-7.
- Лаўрэцкі Г. А. Магілёўскія Барысаглебскія цэрквы // Архітэктура Беларусі. — Минск: БелЭн, 1993. — С. 291. — 620 с. — ISBN 5-85700-078-5.
- Лаўрэцкі Г. А. Магілёўскія Барысагле́бскія цэ́рквы // Беларуская энцыклапедыя: У 18 т. Т. 9: Кулібін — Малаіта (бел.) / Рэдкал.: Г. П. Пашкоў і інш. — Мінск: БелЭн, 1999. — С. 472. — 10 000 экз. — ISBN 985-11-0155-9.
- Чарняўская Т. I. Архітэктура Магілёва. З гісторыі планіўрокі і забудовы горада. — Минск: Навука і тэхніка, 1973. — С. 56.
- Чарняўская Т. I. Барысаглебская царква // Збор помнікаў гісторыі і культуры Беларусі. Магілёўская вобласць. — Минск: БелСЭ, 1986. — С. 52—53. — 408 с. — 5500 экз.